# Heinz-Dieter Wenzel
Heinz-Dieter Wenzel (* 25. Januar 1946 in Breslau) ist ein deutscher Ökonom mit den Schwerpunkten Steuertheorie und Steuerpolitik. Wenzel widmet sich auch ausführlich Fragen zu „Staat und Wachstum“ mit makroökonomischem und wachstumstheoretischem Hintergrund.
Er studierte 1967 bis 1972 Mathematik in Münster und promovierte 1975 in Heidelberg, wo er sich 1982 ebenfalls habilitierte. 1983 bis 1985 hatte er die Professur für Finanzwissenschaft an der Universität Heidelberg inne und war 1985 bis 1989 Professor für Wirtschaftstheorie an der Ludwig-Maximilians-Universität München, bis er 1989 an den Lehrstuhl für Volkswirtschaft, insbesondere Finanzwissenschaft an der Otto-Friedrich-Universität in Bamberg berufen wurde. Seit 1989 ist er Leiter der Bamberg Economic Research Group on Government and Growth (BERG) und war 1993–2001 Sprecher des Forschungsschwerpunktes Integration und Transformation in Europa (ITE). 2000 übernahm er die Leitung eines internationalen Hochschulkooperationsprojekts der Universitäten Bamberg, Budapest, Sarajevo, Tirana und Tetovo, das eine volkswirtschaftliche Forschungs- und Lehrzusammenarbeit bildet.  Er besitzt ebenfalls die Lehrberechtigung an der Humboldt-Universität Berlin, an welcher er im Rahmen des Postgradualen Studiengangs „Mittelasien/Kaukasien“ Vorlesungen in Wirtschaft und Finanzen hält. 2006 wurde ihm die Ehrendoktorwürde von der Universität Tirana verliehen.
Als Lehrstuhlinhaber für Finanzwissenschaft steht er den BERG Working Paper Series und den 2002 begründeten PES Public Economic Series als Herausgeber vor. Er ist für die Koordination des Austauschs mit den Bamberger Partnerhochschulen Universität Barcelona (Spanien), Corvinus-Universität Budapest, Technische Universität Budapest und Universität Győr (Ungarn), Universität Vilnius (Litauen) und Oklahoma State University (OK, USA) zuständig. Der Lehrstuhl zeichnete sich durch eine große Anzahl von Mitarbeitern und Absolventen mit Positionen in Entscheidungsträgerfunktion aus.

## Publikationen (Auswahl)
- Wenzel, Heinz-Dieter und J. Jilke 2009: Der Europäische Gerichtshof EuGH als Bremsklotz einer effizienten und koordinierten Unternehmensbesteuerung in Europa?, Bamberg.
- Wenzel, Heinz-Dieter, T. Geppert, H. Kächelein und J. Lackenbauer 2008: Finanzpolitik in Europa, Bamberg.
- Wenzel, Heinz-Dieter und A. Heertje 2008: Grundlagen der Volkswirtschaftslehre. 7. überarbeitete und erweiterte Auflage. Berlin.
- Wenzel, Heinz-Dieter, M. Ahlheim und W. Wiegard (Hrsg.) 2007: Steuerpolitik – Von der Theorie zur Praxis – Festschrift für Manfred Rose. Berlin.
- Wenzel, Heinz-Dieter (Hrsg.) 2006: Bosnien-Herzegowina und die Soziale Marktwirtschaft im 21. Jahrhundert: Soziale Verantwortung in globalisierten Märkten, Bamberg.
- Wenzel, Heinz-Dieter und F. Stübben und J. Lackenbauer 2005: Eine Dekade wirtschaftlicher Transformation in den Westbalkanstaaten: Ein Überblick, Bamberg.
- Wenzel, Heinz-Dieter (Hrsg.) 2004: Acceding to the European Union: New Members and Candidates, Bamberg.
- Wenzel, Heinz-Dieter, J. Lackenbauer und K. Brösamle 2004: Public Debt and the Future of the EU’s Stability and Growth Pact, Bamberg.
- Wenzel, Heinz-Dieter (Hrsg.) 2003: Annual Economic Report 2003. Ministry of Economy. Tirana.
- Wenzel, Heinz-Dieter und J. Lackenbauer 2003: Von Kopenhagen nach Kopenhagen – Die EU-Osterweiterung aus Sicht der Budgetpolitik, Bamberg.
- Wenzel, Heinz-Dieter (Hrsg.) 2003: Der Kaspische Raum – Wirtschaftliches Handeln zwischen Regionalisierung und Globalisierung, Bamberg.
- Wenzel, Heinz-Dieter und J. Lackenbauer 2001: Zum Stand von Transformations- und EU-Beitrittsprozess in Mittel- und Osteuropa – eine komparative Analyse, Universität Bamberg.
- Wenzel, Heinz-Dieter und P. Meister 2001: Fiskalische Externalitäten und Budgetfinanzierung in einem föderalen Staat,  Bamberg.
- Wenzel, Heinz-Dieter 2000: Integration und Transformation in Europa. Bamberg.